# Charles Spindler

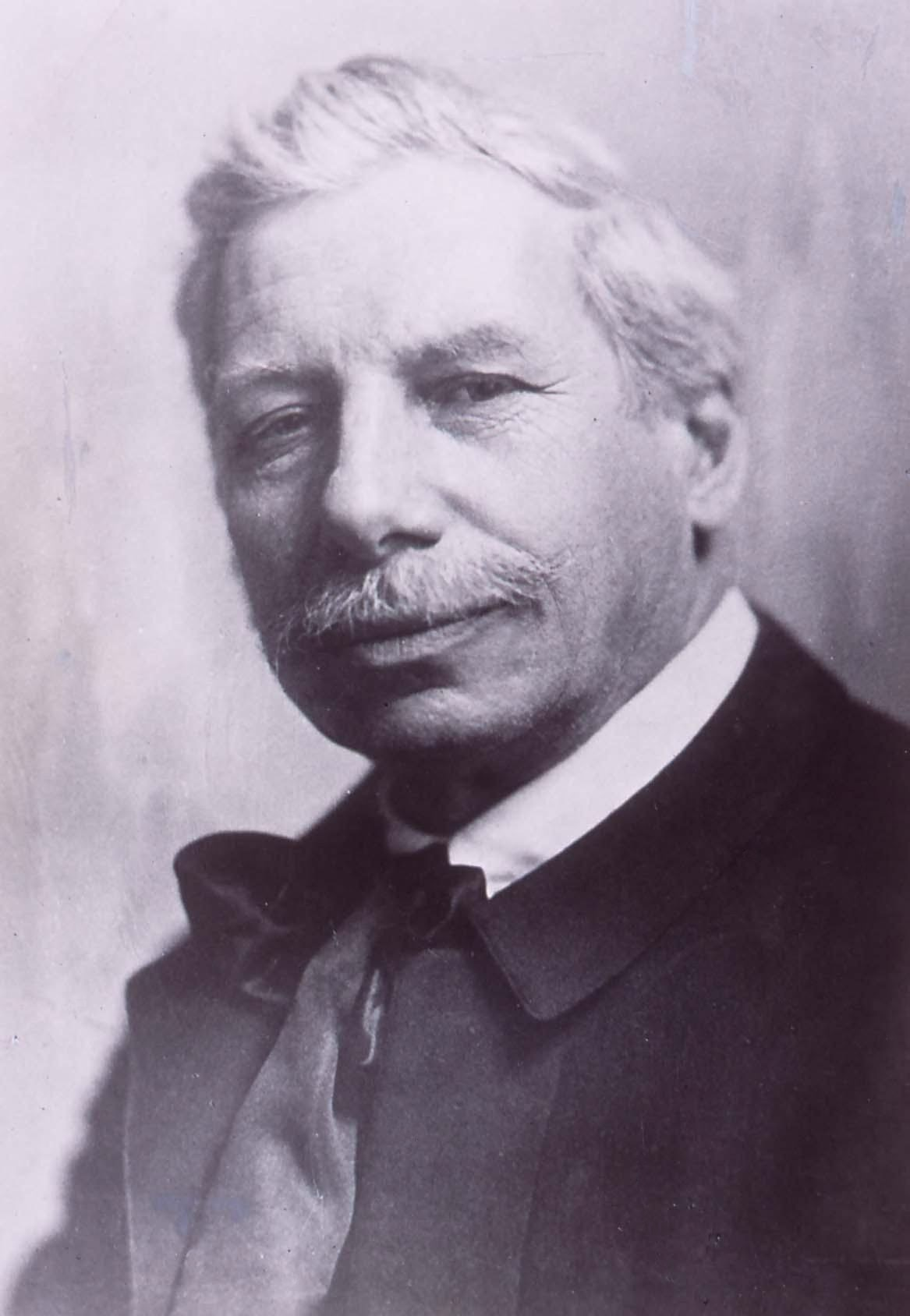
Charles Spindler

Jean Charles Spindler (* 11. März 1865 in Börsch; † 3. März 1938 in Saint-Léonard (Leonardsau) bei Börsch) war ein elsässischer Künstler.

## Leben
Charles Spindler, Sohn eines Notars, war ein Großneffe des französischen Malers Louis Pierre Spindler. Er studierte ab 1882 Bildende Kunst in Düsseldorf, München und Berlin. In Düsseldorf war er bis 1889 Schüler von Peter Jansen d. Ä. und Eduard Gebhardt. In München machte ihn Martin von Feuerstein 1887 mit den Gebrüdern Ott (Glaskünstlern) bekannt, für die er einige Arbeiten in Straßburg ausführte.
Nach der Rückkehr in die Heimat wurde er von Anselm Laugel gefördert. Von 1893 bis 1896 gab er mit Joseph Sattler die zweisprachige Zeitschrift Elsaesser Bilderbogen / Les Images Alsaciennes heraus. 1897 eröffnete er seine eigene Künstlerwerkstatt in Leonardsau. Von 1898 bis 1914 gab er die Zeitschrift Revue Alsacienne Illustrée heraus.
Charles Spindler war mit Mitglied im Cercle de Saint-Léonard, einer Künstlergruppe, die nach der Niederlage von 1871 die moderne Kunst im Elsass fördern wollte. 1891 ließ sich Anselm Laugel in Saint-Léonard, heute Teil von Bœrsch nieder, 1897 richtete sein Freund Charles Spindler seine Intarsienwerkstatt hier ein. Als Ebenist machte sich Spindler durch die Wiederbelebung der Marketerie im Möbelbau einen Namen (1893). Berühmt wurde die Inneneinrichtung der Brasserie Alsacienne Jenny in Paris, wo er einen ganzen Raum mit Holzpaneelen mit Intarsien auskleidete. Eine Reihe von Arbeiten Spindlers sind heute im Musée d’Art Moderne et Contemporain de Strasbourg ausgestellt.

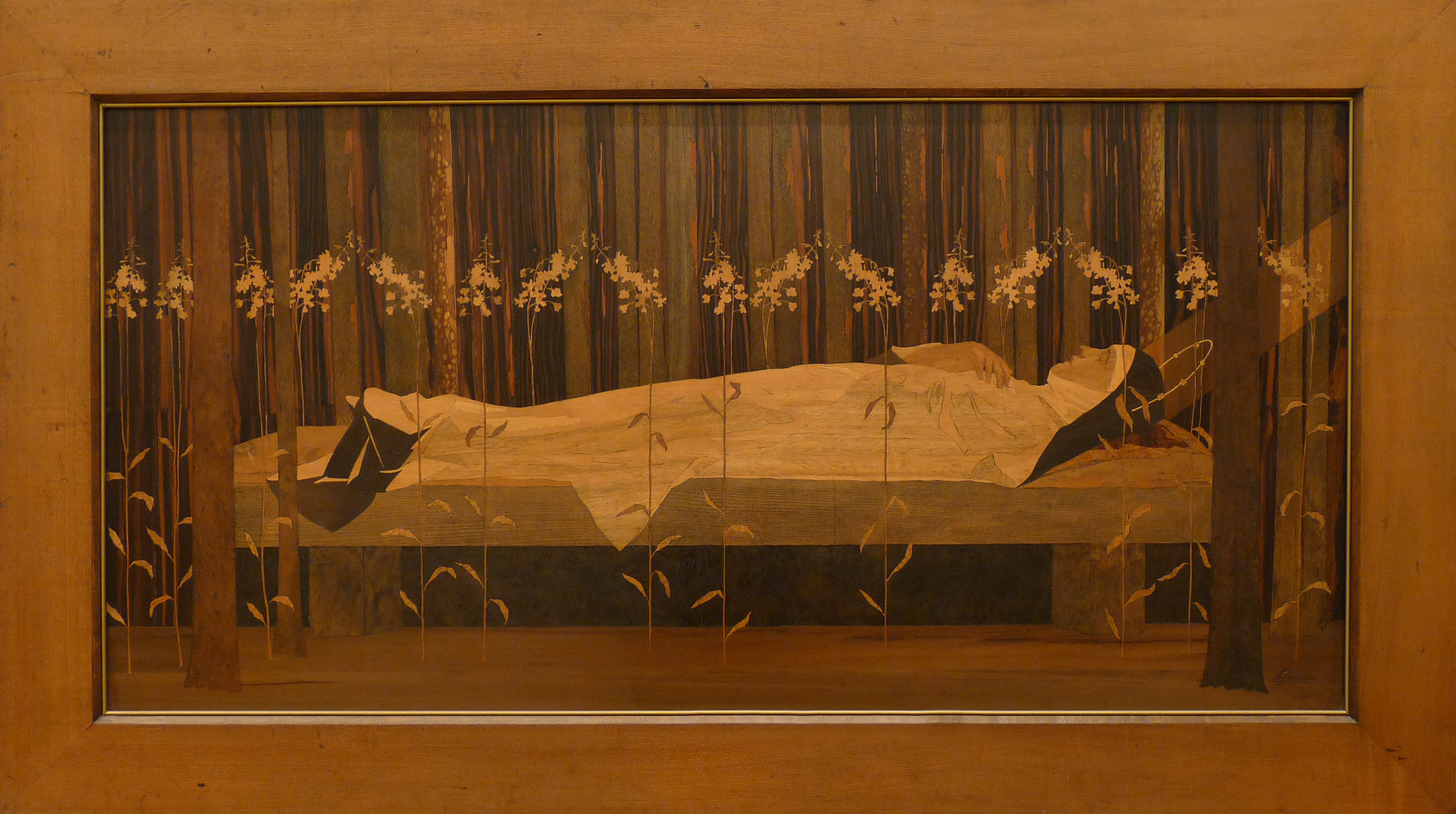
Charles Spindler-Sainte-Odile

Charles Spindler war französischer Patriot, verurteilte aber nach 1918 die Zwangsfranzösisierung des Elsass und die Ausweisung deutscher Künstler. Die Werkstatt in Leonardsau wurde 1938 von seinem Sohn Paul und 1975 von dessen Sohn Jean-Charles Spindler übernommen. Die Firma besteht heute (2023) noch am gleichen Platz.

## Ehrungen
- 1925: Ritter der Ehrenlegion.

## Bücher
- Anselm Laugel: Trachten und Sitten im Elsass. 1902 (illustriert von Charles Spindler)
- René Bazin: Les Oberlé. 1915 (illustriert von Charles Spindler)
- Alphonse Troestler und Michel Loetscher (Hrsg.): Charles Spindler: L'âge d'or d'un artiste en Alsace. Mémoires inédits 1889-1914. Nancy 2009, ISBN 978-2-35578-034-9
- Charles Spindler: L'Alsace pendant la guerre : 1914-1918, Reprint der Ausgabe von 1925, Place Stanislas Editions, Nancy 2008, ISBN 978-2-35578-019-6